# Euphorbia erythroxyloides
Euphorbia erythroxyloides är en törelväxtart som beskrevs av John Gilbert Baker. Euphorbia erythroxyloides ingår i släktet törlar, och familjen törelväxter. IUCN kategoriserar arten globalt som starkt hotad.
Artens utbredningsområde är Madagaskar. Inga underarter finns listade i Catalogue of Life.